# Греково-Балка
Греково-Балка — хутор в Родионово-Несветайском районе Ростовской области.
Входит в состав Болдыревского сельского поселения.

## География
На хуторе имеются две улицы — Верхняя и Центральная.

## Население
| 2010 |
| ---- |
| 54   |